# Kocabaṣi

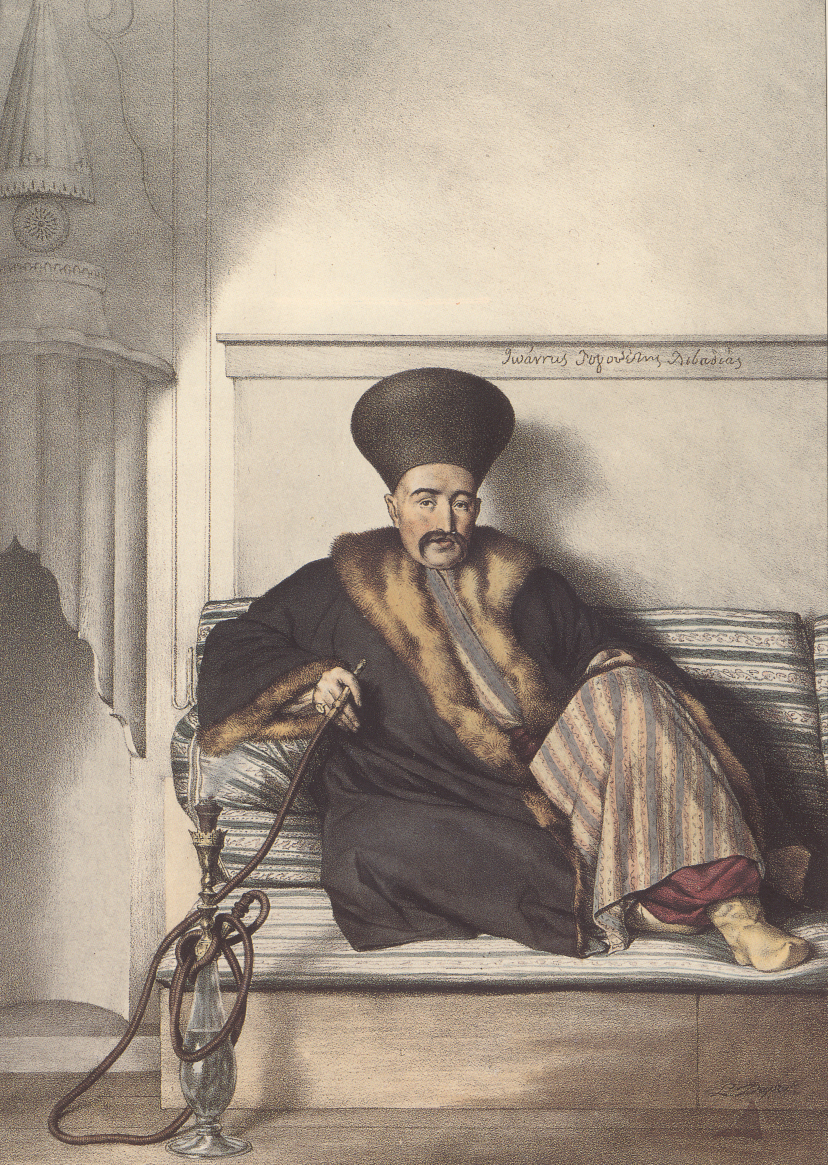
Ioannis Logothetis, proestos di Livadeia, ritratto da Louis Dupré come illustrazione.

I kocabaṣi o kogiabasci (in greco κοτζαμπάσηδες?, kotzabasides; singolare κοτζάμπασης, kotzabasis; in serbo-croato kodžobaša, kodžabaša; in turco kocabaṣı, hocabaṣı), erano i notabili cristiani locali di alcune parti dei Balcani ottomani, per lo più della Grecia ottomana e specialmente del Peloponneso. Erano anche conosciuti in greco come proestoi/prokritoi (προεστοί/πρόκριτοι, "primati") o demogerontes (δημογέροντες, "anziani del popolo"). In alcuni luoghi venivano eletti (come ad esempio nelle isole), ma, soprattutto nel Peloponneso, divennero presto un'oligarchia ereditaria, esercitando una notevole influenza e ricoprendo incarichi nell'amministrazione ottomana.
Il titolo era presente anche nella Serbia ottomana e in Bosnia, dove era conosciuto come starešina ("anziano, capo") al posto del nome ufficiale turco. I termini chorbaji (dal turco çorbacı) e knez (titolo slavo) erano anche utilizzati per questa tipologia di titoli, rispettivamente in Bulgaria e Serbia.
L'equivalente dei kocabaṣi nei villaggi ortodossi era il mukhtar nei villaggi musulmani, mentre i villaggi misti avevano entrambi.
Durante la guerra d'indipendenza greca, l'antagonismo tra i kocabaṣi del Peloponneso, che cercavano di mantenere la loro precedente preponderanza e potere, e i capi militari provenienti dai clefti, fu una delle principali forze trainanti dietro lo scoppio delle guerre civili greche del 1824-1825, in cui prevalse la fazione “aristocratica” comprendente i kocabaṣi, i ricchi armatori di Idra e i Fanarioti.